# آتکو وایکمری
آتکو وایکمری (استونیایی: Atko Väikmeri؛ زادهٔ ۲۵ دسامبر ۱۹۷۶) بازیکن فوتبال اهل استونی بود.
وی همچنین در تیم ملی فوتبال استونی بازی کرده‌است.